# Le Corps de ma brune
Le Corps de ma brune est un tableau peint en 1925 par Joan Miró. Il présente la particularité de comprendre la transcription d'un poème en français commençant par « le corps de ma brune ». Il a été vendu aux enchères à Londres le 7 février 2012 pour une somme record de 20,2 millions d'euros.